# 中毒性顆粒

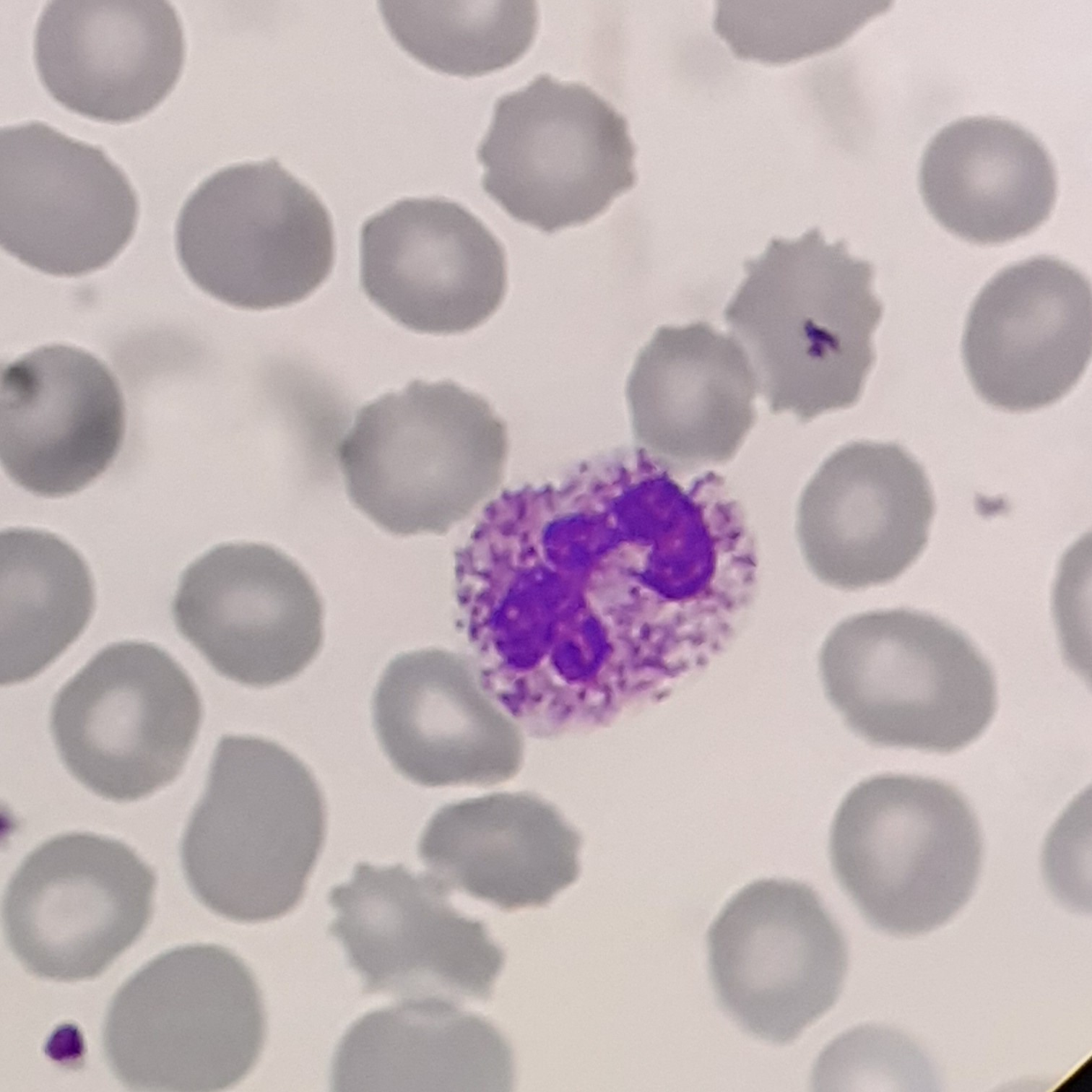
肺炎患者の好中球（分葉核球）にみられた中毒性顆粒

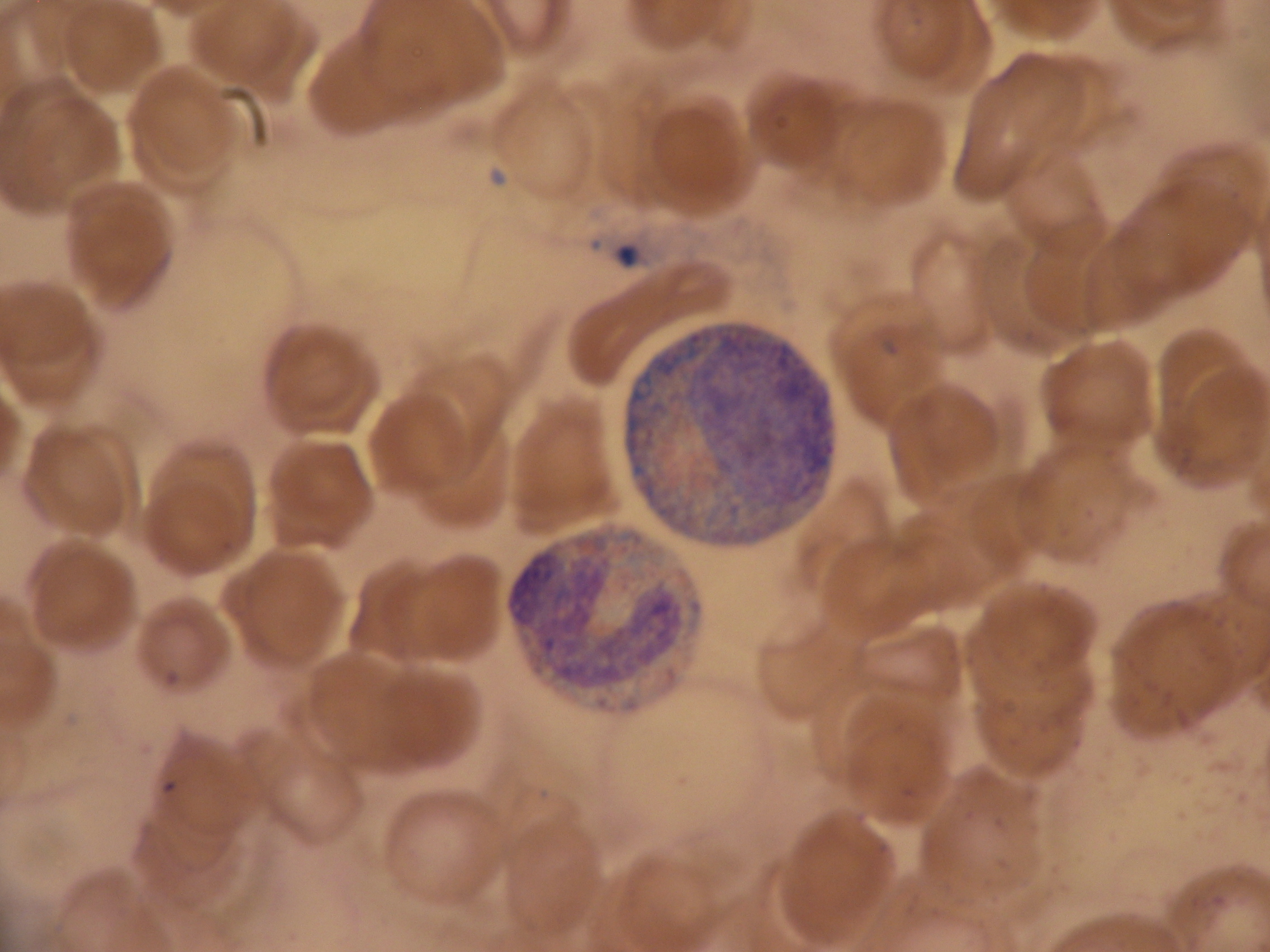
中毒性顆粒（骨髄血）

中毒性顆粒とは、重症感染症などにおいて好中球の細胞質にみられる、青紫色に染まる粗大な顆粒である。

## 概要
中毒性顆粒（中毒顆粒と表記されることもある。（英）toxic granulation、toxic granules）とは、重症感染症などでみられる、好中球の細胞質の青紫色（から青黒色）に染まる粗大な顆粒である。中毒性顆粒はペルオキシダーゼ陽性であり、好中球の一次顆粒であると考えられている。

### 中毒性顆粒がみられる病態
健常人では、骨髄の未熟な前骨髄球では細胞質に紫色に染まる一次顆粒（アズール顆粒）がみられるが、末梢血中の成熟した好中球の細胞質にはアズール顆粒は認められず、橙褐色に淡染する微細な好中性顆粒がみられる。
重症感染症・外傷・G-CSF投与、など好中球が急速に動員される病態では、末梢血中の好中球の細胞質に中毒性顆粒がみられる。
重症感染症、外傷・熱傷などに対する生体反応で顆粒球コロニー刺激因子を含む、大量の炎症性サイトカインが放出されたり、薬剤として顆粒球コロニー刺激因子（G-CSF）を投与した場合、好中球の成熟時間が短縮し、アズール好性の未熟な一次顆粒を持つ好中球が末梢血に動員されて、中毒性顆粒として観察されると考えられている。
なお、白血病の稀な型の一つ、慢性好中球性白血病では、好中球に中毒性顆粒やデーレ小体がよくみられる。

### 臨床的意義
中毒性顆粒の存在は、体内の炎症や感染の存在を意味する。
中毒性顆粒が出現するときには、デーレ小体（好中球細胞質の青染する斑点）や、空胞変性を同時に認めることが多い。中毒性顆粒、デーレ小体、および、空胞変性をあわせて、中毒性変化とよぶ。
また、中毒性顆粒の存在は、炎症マーカーであるCRPと相関するとされる。

### 中毒性顆粒によく似た所見を来す病態

#### エルダー・レイリー異常
エルダー・レイリー異常（（英）Alder-Reilly anomaly）は、先天性のムコ多糖の分解障害により、細胞の多くにムコ多糖の沈着物が生じる、稀な病態である。これらの沈着物（エルダー・レイリー小体）は、ロマノフスキー染色で紫色に染まり、中毒性顆粒と紛らわしい場合がある。
エルダー・レイリー異常は、好中球のみにみられるものから全ての白血球に認められるものまで、症例により様々である。
なお、エルダー・レイリー異常は、通常、全ての好中球にみられる。一方、中毒性顆粒は好中球の全てにみられるわけではなく、また、細胞質の一部に集まっているのが鑑別点である。

#### チェディアック・東症候群
チェディアック・東症候群（（英）Chédiak-Higashi syndrome）は、稀な原発性免疫不全症の一つ（食細胞機能不全）で、
好中球などの細胞質に特徴的な巨大なアズール好性の顆粒を認める。

#### 白血病・骨髄異形成症候群
白血病や骨髄異形成症候群で、稀に、偽Chediak-Higashi顆粒（Pseudo-Chediak-Higashi granules、pseudo Chediak-Higashi inclusions）と呼ばれる巨大なアズール好性の顆粒がみられることがある。